# Марко Конти
Марко Конти (итал. Marco Conti; Римини, 14. април 1969) је капетан-регент Сан Марина од 1. априла до 1. октобра 2010. Служи заједно са Глауком Сансовинијем. Члан је Демохришћанске странке.